# حسام عبد العال
حسام عبد العال هو لاعب كرة قدم مصري، يلعب في نادي اتحاد الشرطة في مركز خط الوسط.

## انتقالات حسام عبد العال
| التاريخ   | النوع        | نقل من            | نقل الى         |
| --------- | ------------ | ----------------- | --------------- |
| 2015/8/29 | إنتقال       | المقاولون العرب   | اتحاد الشرطة    |
| 2014/8/9  | إنتقال       | اتحاد الشرطة      | المقاولون العرب |
| 2013/6/30 | إنتهاء إعارة | كاظمة             | اتحاد الشرطة    |
| 2013/1/22 | إنتقال       | طلائع الجيش       | اتحاد الشرطة    |
| 2013/1/1  | إعارة        | اتحاد الشرطة      | كاظمة           |
| 2005/7/9  | إنتقال       | غزل المحلة        | طلائع الجيش     |
| 2005/1/26 | إنتقال       | المصري البورسعيدي | غزل المحلة      |
| 2003/2/1  | إعارة        | المصري البورسعيدي | الشبا           |